# Hersh Shefrin
Hersh M. Shefrin (* 1948 in Winnipeg, Kanada) ist ein kanadischer Wirtschaftswissenschaftler (Finanzwissenschaft) und Hochschullehrer. Er wurde vor allem bekannt durch seine Arbeiten auf dem Gebiet der verhaltensorientierten Finanzmarkttheorie (englisch Behavioral Finance). Er hat den Mario L. Belotti-Lehrstuhl an der Leavey School of Business der US-amerikanischen Santa Clara University inne.
Sein in mehrere Sprachen übersetztes Buch Beyond Greed and Fear (2000), das als die erste speziell für Praktiker (bspw. Portfoliomanager, Analysten und Finanzberater) geschriebene umfassende Abhandlung über Behavioral Finance gilt, wird weltweit als Lehrbuch für Kurse in diesem wirtschaftswissenschaftlichen Teilgebiet verwendet.

## Akademische Laufbahn
- 1970: B.Sc. (Hons.), University of Manitoba, Kanada
- 1971: Master of Mathematics, University of Waterloo, Kanada
- 1974: Abschluss mit Ph.D. an der London School of Economics and Political Science (LSE), Vereinigtes Königreich
- 1974–1979: Assistant Professor, Department of Economics (Fakultät für Wirtschaftswissenschaften), University of Rochester, Vereinigte Staaten (USA)
- 1979–1986: Associate Professor, Department of Economics, Santa Clara University, USA
- 1986–1990: Professor, Department of Economics, Santa Clara University
- 1983–1988: Lehrstuhl am Department of Economics der Santa Clara University
- seit 1990: Professor, Department of Finance, Santa Clara University[1]

## Schriften
Shefrin hat zahlreiche wissenschaftliche Artikel in Fachzeitschriften wie dem Journal of Political Economy und dem Journal of Economic Behavior & Organization veröffentlicht, teils zusammen mit anderen Wissenschaftlern wie Richard Thaler und Meir Statman. Ferner publizierte er mehrere Bücher:
- Beyond Greed and Fear: Understanding Behavioral Finance and the Psychology of Investing. Erstveröffentlicht im September 1999, Harvard Business Press, Boston 2000, ISBN 0-19-516121-1 (weitere Auflagen: Oxford University Press, 2002, 2003, 2007).
  - Börsenerfolg mit Behavioral Finance: Investmentpsychologie für Profis. Aus dem Amerikanischen übersetzt von Ruth Niel und Brigitte Mues. Schäffer-Poeschel, Stuttgart 2000, ISBN 3-7910-1747-0.
  - Ferner übersetzt ins Chinesische, Italienische, Japanische, Koreanische und Spanische.
- A Behavioral Approach to Asset Pricing. Academic Press, Elsevier, 2005 (2. Auflage: 2008, ISBN 978-0-12-374356-5).
- Behavorial Corporate Finance. McGraw-Hill/Irwin, Boston 2007, ISBN 978-0-07-284865-6 (2. Auflage: McGraw-Hill, New York 2018).
- Ending the Management Illusion: How to Drive Business Results Using the Principles of Behavioral Finance. McGraw-Hill, New York 2008, ISBN 978-0-07-149473-1.
- Behavioralizing Finance (= Foundations and trends in finance. Band 4, Nr. 1–2). Now Publishers, Boston 2010, ISBN 978-1-60198-330-5.
- Behavioral Risk Management: Managing the Psychology That Drives Decisions and Influences Operational Risk. Palgrave MacMillan, New York 2016 (Softcover: Springer, 2016, ISBN 978-1-137-44560-5).
- mit Anastasios G. Malliaris, Leslie Shaw (Hrsg.): The Global Financial Crisis and Its Aftermath: Hidden Factors in the Meltdown. Oxford University Press, New York 2016, ISBN 978-0-19938622-2.

Er schreibt ferner zeitweise für The Wall Street Journal und bloggt für Forbes und The Huffington Post.

## Auszeichnungen und Rezeption
- 2000: William F. Sharpe Award for Scholarship in Financial Research, zusammen mit Meir Statman für die Veröffentlichung von Behavioral Portfolio Theory[5] im Journal of Financial and Quantitative Analysis
- 2001: In der Januar-Ausgabe des CFO Magazine wurde er unter den akademischen Stars der Finanzbranche aufgeführt.[4]
- 2002: Best Paper Award der Korean Securities Association, mit Kee H. Chung und Hoje Jo[1]
- 2003: Shefrin wurde in The American Economic Review als einer der 15 besten Wirtschaftstheoretiker aufgeführt, die die empirische Arbeit beeinflusst haben.[4]
- 2006: Verleihung der Ehrendoktorwürde durch die Universität Oulu, Finnland (Ph.D. Honoris causa)[1]
- 2008: Der US-Verband Investment Management Consultants Association (IMCA) zeichnete Shefrin für seinen im Journal of Investment Consulting veröffentlichten Artikel How the Disposition Effect and Momentum Impact Investment Professionals (2007)[6] mit dem IMCA Journalism Award aus.[7]
- 2009: Sein Buch Beyond Greed and Fear (2000) wurde von der US-Großbank JPMorgan Chase als eines der zehn besten Bücher anerkannt, die seit 2000 veröffentlicht wurden.[8]
- 2014: Im Februar 2014 wurde seine Arbeit von BBC Television vorgestellt.[4]